# Maxi López
Maximiliano Gastón López, född 3 april 1984 i Buenos Aires, även känd som Maxi López, är en argentinsk före detta fotbollsspelare. Han har även ett italienskt medborgarskap.

## Klubbkarriär

### River Plate
López startade sin fotbollskarriär med River Plate. Han gjorde sin debut den 19 augusti 2001 vid 17 års ålder mot Talleres de Córdoba. Med River Plate vann han Torneo Clausura (Argentinska högstadivisionen) 2002, 2003 och 2004. López spelade med klubben till januari 2005 då han köptes av den spanska storklubben FC Barcelona.

### FC Barcelona
I januari 2005 köptes han av FC Barcelona för €6.200.000. López misslyckades med att ta en plats i startelvan, trots att han i sin debutmatch för Barça gjort mål mot Chelsea i Champions League. Under sin första säsong med de katalanska jättarna spelade López bara 13 matcher. Han lånades ut till Mallorca säsongen 2006/2007, där han också kunde leva upp till ledningens förväntningar, men gjorde bara 3 mål på 25 matcher och såldes sedan till FK Moskva i Ryska Premier League.

### FK Moskva
Den 16 augusti 2007 skrev López på för FK Moskva, efter att sålts av FC Barcelona för €2.000.000. För Moskva-klubben så spelade López 22 matcher och gjorde 9 mål, men den 13 februari 2009 lånades han ut till den brasilianska klubben Grêmio. Under sin tid i Grêmio gjorde López 12 mål på 25 matcher.

### Catania
Den 20 januari 2010 skrev López på ett 4-årskontrakt med Catania. Han gjorde sitt första mål i Serie A den 7 februari mot Lazio på Stadio Olimpico, en match som Catania vann med 1-0. Efter hans strålande prestationer tog han snabbt en ohotad ordinarie plats i startelvan. López gjorde 12 mål på 17 matcher för Catania och blev snabbt fansens favorit. López ledde Catania till en 12:e plats i ligan.

Under säsongen 2010/2011 hade dock López problem att hitta samma form som han hade säsongen innan och gjorde endast 6 mål i klubben, men var ändå Catanias bästa målgörare. Hans problem att göra mål kunde berott på att Catania hade sålt Jorge Andrés Martínez till Juventus.

## Landslagskarriär
Maxi López har spelat för Argentinas U17 och U20 landslag. Han har nu även italienskt medborgarskap och i juli 2010 sa han att han skulle kunna tänka sig spela för Italien om han fick ett erbjudande.

### Fotnoter
1. ↑  Maxi López till FK Moskva
2. ↑  Maxi López lånas ut till Grêmio Arkiverad 29 september 2011 hämtat från the Wayback Machine.
3. ↑  Maxi López till Catania
4. ↑  Lazio 0-1 Catania Arkiverad 10 februari 2010 hämtat från the Wayback Machine.